# Московская волость Петроградского уезда
Моско́вская во́лость — одна из 17 волостей Петроградского (до 1914 года Санкт-Петербургского) уезда одноимённой губернии. Вместе со Стародеревенской и Полюстровской волостями входила в пояс уездных территорий, непосредственно граничивших с городом, составляя тем самым ближайший резерв его территориального роста.
Географически располагалась к югу от города, простираясь на 35-40 километров от границы с Петергофским уездом на западе до берега Невы на востоке, отсекая от соприкосновения с городской чертой Александровскую волость. С юга к Московской волости примыкали другие волости Петроградского уезда вперемежку с волостями Царскосельского уезда.
Местонахождение волостного правления: Петроград, Лиговская улица (ныне Лиговский проспект), д. 146.
Упразднена в ходе реорганизаций 1917—1923 года, то есть, до переименования Петрограда в Ленинград, и таким образом в советской уездно-волостной системе 1923—1930 годов конструкция «Московская волость Петроградского уезда» уже не фигурирует.

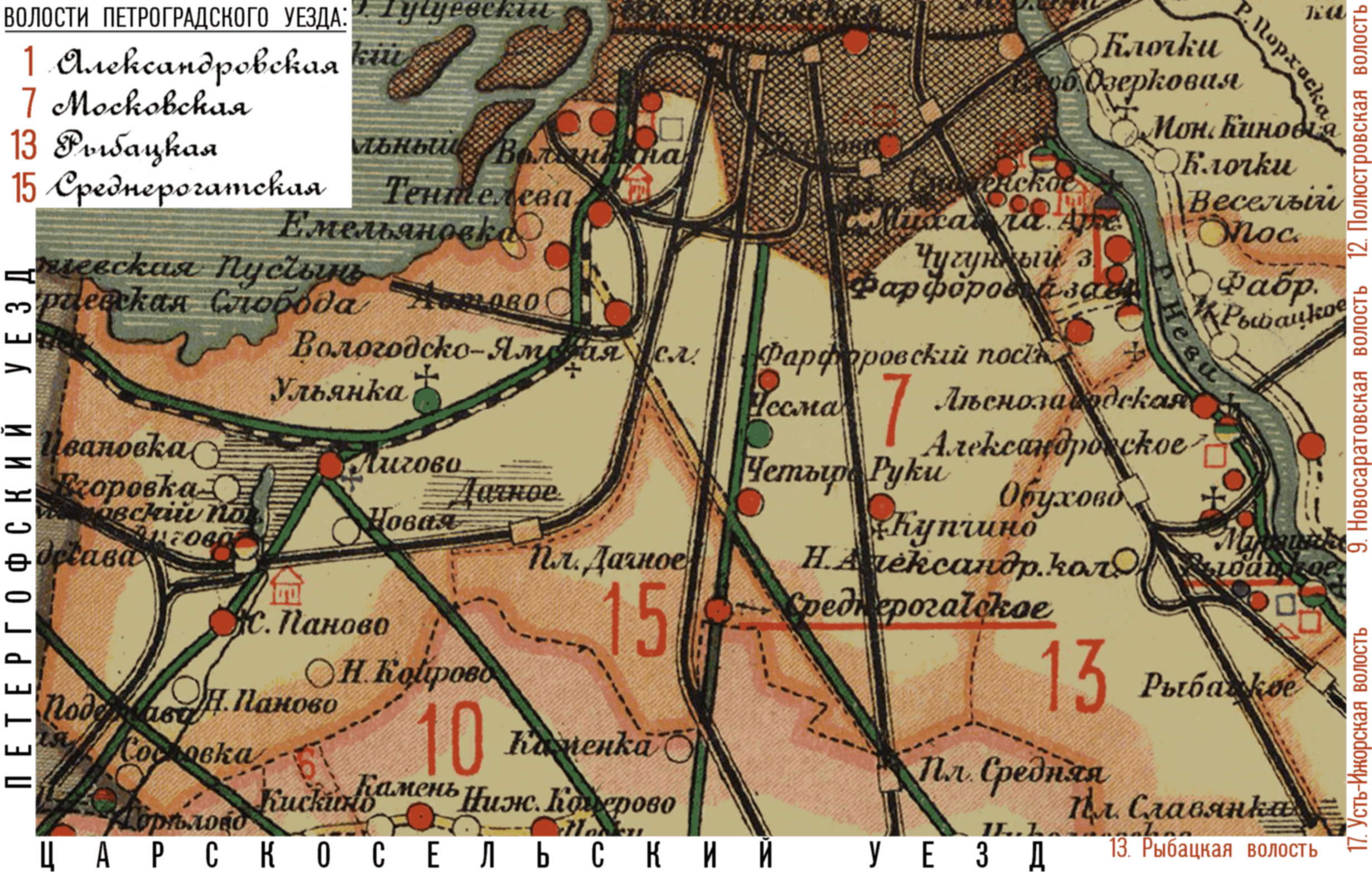
Московская волость (№ 7) на карте Петроградского уезда (1916)

## Соотношение с другими элементами территориального деления города и уезда
По Положению 1861 года волость представляла собой низовой элемент системы сословного крестьянского управления. В этом своём качестве волость с 1874 года находилась в ведении уездного по крестьянским делам присутствия. По закону от 12 июля 1889 года перешла в ведение земских участковых начальников, которым передавались функции мировых судей. После Февральской революции 1917 года Временное правительство взяло курс на превращение волостей в единицы всесословного самоуправления в сельских регионах.
Московская волость являла собой особенный феномен в этом плане. В силу своего местоположения рядом с крупнейшим промышленным центром России, за ростом которого хронически не успевали реформы городского управления, Московская волость оказалась надтерриториальным образованием, вобравшим в себя элементы с разных ступенек обычной иерархии властей и установлений. На её территории, помимо классических крестьянских и колонизационно-фермерских хозяйств, оказалось два так называемых пригородных района столицы, соответствующие Петергофскому и Александровскому участкам. Со своей стороны, волость имела два анклава на территории столицы: Волкову деревню и Московскую Слободу, и что самое экстраординарное — высшие органы управления волости находились за её пределами, в Петербурге/Петрограде.
В современных административно-территориальных ориентирах Московская волость Петрограда охватывала восточную часть Петергофского, северную часть Красносельского района, большую часть Кировского и Московского районов, а также северную часть Невского района.

## Населённые пункты волости
По данным «Справочника населённых мест» губернии за 1913 год, с расстоянием в верстах до волостного правления:
- деревня Автово (Петергофский участок), в 10 верстах
- деревня Волкова деревня (4-й стан Александро-Невского участка), в черте города
- деревня Егоровка, между деревней Лигово и станцией Лигово (1-й стан), в 44 верстах
- деревня Емельяновка
- деревня Ивановка[3]
- деревня Ново-Койрово[4]
- деревня Купчино[5]
- местечко Лигово
- деревня Лигово
- Московская слобода[6]
- деревня Новая[7]
- местечко Новые места (Лигово)[8]
- деревня Новое Паново[9]
- деревня Старое Паново[10]
- Смоленская слобода, в черте Шлиссельбургского (пригородного) участка Петрограда, в 3 верстах от волостного и в 6 верстах от земского правления
- деревня Сосновская
- деревня Тентелева, в черте Петергофского (пригородного) участка Петрограда.

Из вышеперечисленных деревень Лигово, Ивановская, Новая,  и Сосновка принадлежали графу Г. Г. Орлову с 1765 года, когда ему их пожаловала Екатерина II вместе с мызой Лигово.